# Liste der Bodendenkmale in Trebsen/Mulde
In der Liste der Bodendenkmale in Trebsen/Mulde sind die Bodendenkmale der Stadt Trebsen/Mulde und ihrer Ortsteile nach dem Stand der Auflistung von Klaus Kroitzsch und Harald Quietzsch aus dem Jahr 1984 aufgelistet. Eventuelle Änderungen und Ergänzungen, insbesondere aus der Zeit nach der Wende, sind nicht berücksichtigt, da für Sachsen aktuell keine neueren allgemein zugänglichen Bodendenkmallisten vorliegen. Die Baudenkmale sind in der Liste der Kulturdenkmale in Trebsen/Mulde aufgeführt.
| Denkmal-ID | Fundart            | Ortsteil     | Bezeichnung                      | Zeitstellung    | Lage                                                                                                 | Bemerkungen | Bild |
| ---------- | ------------------ | ------------ | -------------------------------- | --------------- | --- | --- | ---- |
| ?          | besonderer Stein   | Pauschwitz   | Steinkreuz                       | Spätmittelalter | südöstlicher Ortsteil, Pauschwitzer Straße 41, eingemauert in die Terrassenmauer der Villa Lindenhof | ursprünglich aus Zöhda, Schutz seit 14. Januar 1963 |      |
| ?          | Befestigung > Burg | Seelingstädt | Wasserburg                       | Mittelalter     | südwestliche Ortslage, Gutsbereich, Niederung des Kranichbachs                                       | ursprünglich rechteckige Anlage mit umlaufendem Graben, bei Umgestaltung des Geländes wurde die Burginsel in einen Damm einbezogen, Schutz seit 1. August 1958 |      |
| ?          | besonderer Stein   | Seelingstädt | Steinkreuz                       | Spätmittelalter | im Ort, Zufahrt zur Kirche                                                                           | Schutz seit 7. Januar 1963 |      |
| ?          | Befestigung > Burg | Seelingstädt | vermutete Wasserburg             | Mittelalter     | westlich des Orts am Rand des Curtswalds, östlicher Winkel von Abteilung 2                           | ovaler Hügel mit umlaufendem trockengelegtem Graben und südwestlich gelegener Stauanlage, Schutz seit 8. Februar 1974                                          |      |
| ?          | Befestigung > Burg | Trebsen      | vermutete Wasserburg „Köllmchen“ | Mittelalter     | südwestlich des Orts im Herthasee                                                                    | Insellage im See, Schutz seit 1. August 1958 |      |
| ?          | Befestigung > Burg | Trebsen      | Wasserburg „Schloss Trebsen“     | Mittelalter     | nordöstlicher Ortsrand, Westufer der Mulde                                                           | Rechteckbühl durch Schloss überbaut, trockengelegter Graben im Westen und Norden erhalten, Schutz seit 17. Mai 1956                                            |      |